# Cocoliche
El cocoliche es una jerga o pidgin del español mezclado con diversos dialectos italianos del siglo XIX e inicios del siglo XX del norte y del sur de Italia (la Alta Italia o Nord, y la Baja Italia o Mezzogiorno, respectivamente) —el italiano del centro de Italia y el normativo han tenido muy poco influjo— hablada por los inmigrantes italianos que formaban, entre 1880 y 1930, más de un 40 % de la población de la Ciudad de Buenos Aires, capital de Argentina y otras ciudades del litoral como Rosario.

## Origen

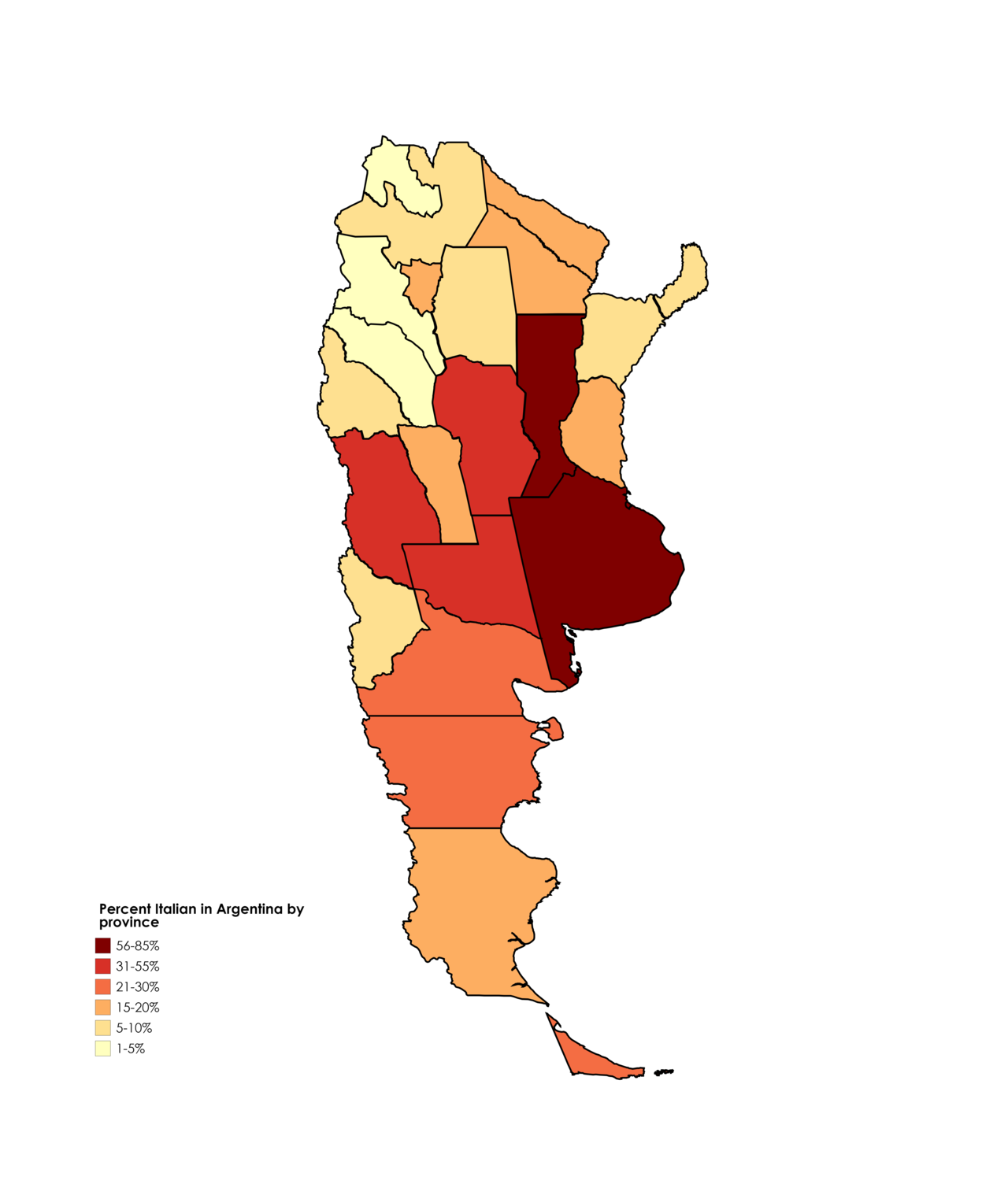
Porcentje de ítalo-argentinos por provincia en Argentina.

El cocoliche puede definirse como una variedad mixta de castellano y de dialectos italianos cuyo uso era casi exclusivamente hablado (oral). En esta especie de pidgin, las formas lexicales italianas se alternaban con las castellanas merced a la gran proximidad filogenética entre los idiomas de la península ibérica y la península itálica.
Tal variación lingüística fue usada en el teatro popular rioplatense —en el sainete e incluso en el circo criollo, como aquel que fundaron los hermanos Podestá—, donde aparecía el personaje cómico «Cocoliche», caricatura de un inmigrante italiano.
Según José Podestá, el nombre se habría originado en el inmigrante Antonio Cuculicchio, un peón calabrés de su compañía teatral, quien habría sido caricaturizado como "Franchisque Cocoliche" por el actor del grupo Celestino Petray, que tenía gran facilidad para imitar a los italianos acriollados.
Así, Petray se presentó a caballo en la representación de la fiesta campestre de la obra teatral Juan Moreira generándose el siguiente diálogo con Gerónimo Podestá:

— Podestá: Adiós, amigo Cocoliche, ¿de dónde sale tan empilcha'o (bien vestido)?
— Petray: Vengue dede la Petagoña co este parejiere macanuto, amique! ('Vengo desde la Patagonia con este parejero macanudo, amigos!').

Otra versión similar sostiene que a Petray se le ocurrió un día presentarse en escena imitando a Cuccoliccio y diciendo: 

— Petray: Mi quiamo Cocoliche e sono creolio hasta lo güese da la taba e la canilla de lo caracuse, amico.

El cocoliche, en cuanto caricaturización, se basó en la forma de entonación "italiana" de las palabras y la frecuente mutación del fonema [g] por [k] (amigo/amico) y la pronunciación de la "c" española antes de "e" o "i" como una "ch" (dice/diche); quizás la más remota etimología derive de la pregunta en mezcla de italiano y español "¿q(ué) co(sa) (è) lo (que) dic(h)e?".

## Uso y vocabulario
Pese a que con el tiempo el cocoliche se fue oyendo cada vez menos, probablemente debido a la desaparición de los inmigrantes que lo hablaban, muchas de sus palabras hoy en día se encuentran formando parte del lunfardo y del lenguaje cotidiano del español rioplatense. 
Ejemplos:
- atenti ('atentos') atención (es casi sinónimo de guarda).
- bagayo (de bagaglio, 'equipaje') persona fea.
- birra ('cerveza') se sigue utilizando ampliamente hoy en día.
- capo (de capo, 'jefe') jefe, mandamás o, figurativamente, persona muy capaz en una determinada actividad.
- chanta  (de ciantapuffi, palabra genovesa) persona tramposa, estafadora o poco confiable.
- chapar (de ciapà, verbo milanés que significa tomar, o ciapar, verbo véneto, con el mismo  significado, con posible influencia de la expresión ciapar un baso: tomar un beso) besar (en la boca).
- chau (forma españolizada de la palabra que en italiano se escribe ciao y que deriva de la dialectal véneta medieval sciao y esta de la griega bizantina sklavinos o sklavos ya que en el Imperio bizantino los eslavos solían ser calificados como esclavos o siervos (por eso en Austria el saludo con la misma etimología que la del italiano ciao es servus). En Italia la palabra ciao se usa tanto para dar el saludo de bienvenida o encuentro como el de despedida y su mímica correspondiente es levantar la mano derecha abriéndola y cerrándola, en cambio en los países del Cono Sur la palabra chau es casi siempre de despedida (ocasionalmente se usa como interjección de sorpresa) y la gestualidad o mímica es agitar la mano derecha abierta "en abanico" de izquierda a derecha.
- chicato (de cecato, 'enceguecido') que ve poco, miope.
- chin-chín (de cin-cin, expresión onomatopéyica que recuerda el toque entre vasos o copas de vidrio o cristal) expresión que se utiliza al brindar y chocar las copas.
- cualunque (de qualunque, 'cualquiera') común, ordinario, vulgar.
- cuore ('corazón') si alguien dice 'te quiero de cuore' quiere decir 'te quiero con el corazón'. 'Le falló el cuore': tuvo un infarto.
- escorchar (de scocciare) fastidiar, molestar.
- facha (de faccia, 'rostro') aplicable a personas de bella apariencia física.
- fangote: gran cantidad
- fato: asunto clandestino
- fiaca (de fiacca, 'flaqueza') desgano, pereza (actualmente en inicios del siglo XXI ha llegado a tomar una de las acepciones de fastidio o "amargura").
- gamba ('pierna') alguien que ayuda o tiene buenas intenciones, también 'cien pesos' porque "ayudan".
- gambetear: esquivar.
- groso (de grosso, 'grande') grande, genio.
- guarda (con el significado de 'cuidado, atención', proviene del italiano guardare, 'mirar, observar')
- laburar (de lavoro, 'trabajo') como sinónimo de trabajar / laburo: empleo, trabajo, tarea.
- manyar (del centromeridional magnà) comer
- mina (de femmina) mujer.
- minga (de minga, negación en milanés) nada.
- naso (de naso) nariz
- pibe (de pivello) chico, muchacho.
- pichicata (de pizzicata) inyección, medicamento
- salute ('salud', se usa como palabra de saludo mayoritariamente al despedirse, y como deseo y augurio de buena suerte).
- urso (de orso, 'oso') hombre grande y corpulento
- yeta (de gettare, 'lanzar') mala suerte.
- yira/yiro (de girare, 'girar, dar vueltas') prostituta callejera.